# Lucky Stone

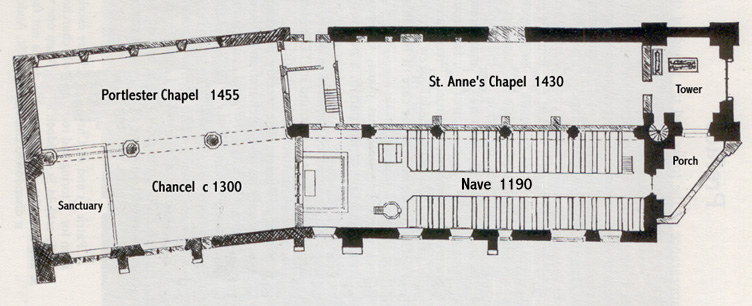
Bauplan von Saint Audoen’s; Der Luckystone befindet sich unter dem Vordach (Porch) – Norden ist hier unten

Die Lucky Stone (irisch Cloch an Áidh) genannte Grabplatte ist ein Cross-Slab aus Granit aus dem späten 9. Jahrhundert; sie stand Jahrhunderte in der Saint Audoen’s Church im Zentrum von Dublin im County Dublin in Irland.
Der Stein ist 0,9 m lang und 0,57 m breit und 0,13 m dick, mit einem Relief aus einem griechischen Kreuz und Vertiefungen in den Winkeln, innerhalb eines Doppelkreises. Sie ist auch auf der Rückseite mit einem Motiv versehen, das aber kaum erkennbar ist.

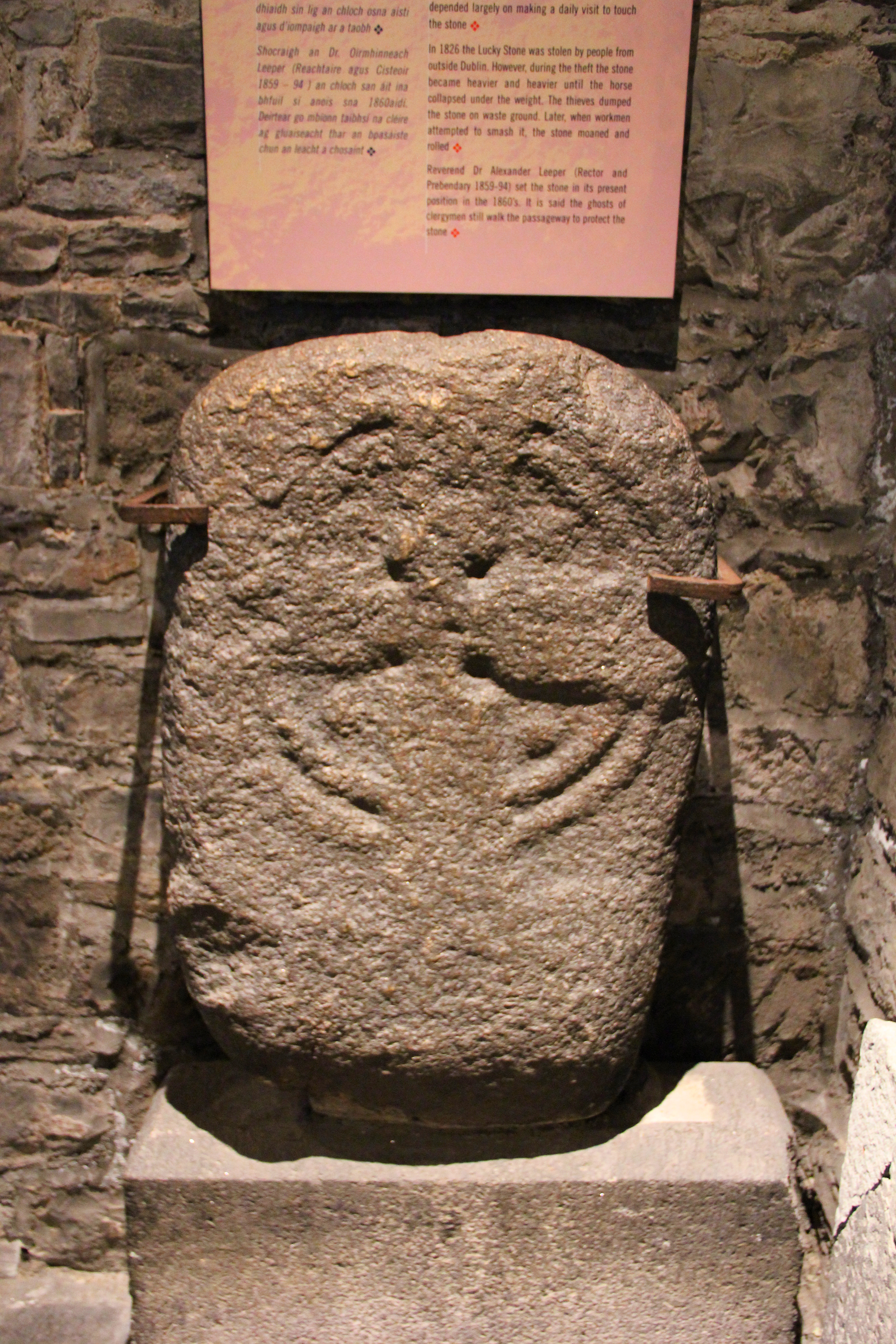
Lucky Stone

Obwohl die Platte mehrmals aus der Kirche entfernt wurde, kehrte sie immer wieder an ihren Platz zurück. 1308 wurde von Jon Le Decer, Bürgermeister von Dublin von 1307 bis 1309, eine Marmorzisterne am Cornmarket errichtet (The Decer’s Fountain) um die Bürger Dublins mit Wasser zu versorgen. Der Stein wurde neben der Zisterne aufgestellt. 1826 wurde der Glücksstein gestohlen und war 20 Jahren verschwunden, bis er vor der neu errichteten katholischen Kirche in der High Street gefunden wurde. Kanonikus Alexander Leeper (1815–1893) versetzte den Stein in den 1860er Jahren an seine heutige Position; unter dem Vordach nördlich des Turms.